# Beauvais-sur-Matha
Beauvais-sur-Matha là một xã trong tỉnh Charente-Maritime Charente-Maritime trong vùng Nouvelle-Aquitaine, tây nam nước Pháp. Xã Beauvais-sur-Matha nằm ở khu vực có độ cao trung bình 135 mét trên mực nước biển.